# Finger (Unix)
Pour les articles homonymes, voir Finger.
finger est une des premières commandes informatiques à avoir vu le jour sur les réseaux informatiques précurseurs à l'Internet. En utilisant l'adresse courriel de la personne sur laquelle on souhaitait des informations, il suffisait d'entrer « finger courriel@unix.darpa.net » pour recevoir une réponse contenant habituellement le nom de la personne, leur numéro de téléphone, et l'entreprise pour laquelle ils travaillaient. Cette information était entièrement configurable par l'usager.
De nos jours, cette commande est généralement désactivée par défaut, et très peu de gens s'en servent.